# Триивичест късоопашат опосум
Триивичестият късоопашат опосум (Monodelphis americana) e вид опосум от семейство Didelphidae.

## Географско разпространение
Обитава земите в близост до атлантическото крайбрежие на Бразилия от северния щат Пара на юг до Санта Катарина. Обитават райони в близост до водни източници.

## Хранене
Консумират основно насекоми, но в плен е наблюдавано, че убиват и малки гръбначни. Правят гнезда по дървета или храсти. Водят предимно наземен начин на живот и са активни основно през деня.